# Ivar Hök

Barndomsbild av Ivar Hök, 1870-tal.

Ivar Hök, född 1 februari 1876 i Forssa församling, Södermanlands län, död 19 december 1954 i Skeppsholms församling, Stockholm, var en svensk ingenjör.
 
Efter mogenhetsexamen 1894 blev Hök elev vid Kungliga Tekniska högskolan samma år och avlade avgångsexamen 1897, studerade därefter vid tekniska högskolan i Charlottenburg, där han avlade  avgångsexamen 1898. Han var konstruktör hos Siemens & Halske i Berlin 1898–1900, avdelningsingenjör hos Siemens Brothers and Company i Woolwich 1900–1902 och föreståndare för Gävle stads nya elektricitetsverk 1902–1905. Han var t.f. miningenjör vid Mariningenjörkåren i Stockholm 1905–1908 och ordinarie från 1908. Han företog studieresor i utlandet 1900 och 1905.